# Dittico di Stilicone
Il dittico di Stilicone è un dittico consolare del 400 circa, realizzato per Stilicone, magister militum dell'imperatore Onorio. Il dittico si trova nel Tesoro del Duomo di Monza, a cui fu donato dal re Berengario I intorno al 900.

## Descrizione
Si tratta di un tipico dittico consolare dell'età tardo-imperiale, che veniva offerto in dono dai consoli in occasione del loro insediamento. Consisteva in due tavolette unite da cerniera, l'interno delle quali, in legno, era rivestito di cera ed usato per la scrittura. All'esterno le tavolette sono rivestite in avorio, intagliato con la raffigurazione di Stilicone e di sua moglie Serena (nipote e figlia adottiva di Teodosio I) con il figlio Eucherio. 
L'opera fu prodotta, forse da artigiani milanesi, in occasione del primo consolato di Stilicone (400).
I due intagli in avorio raffigurano, con tecnica raffinata, tre membri della famiglia di Stilicone rappresentati in posa frontale, come è tipico dell'arte di questo periodo. Stilicone, è rappresentato armato di lancia e scudo, poggiato a terra; veste una preziosa tunica decorata a maniche lunghe che arriva fino al ginocchio,  ricoperta da un ricco mantello fissato con una fibula sulla spalla destra e cinge la spada. La moglie Serena presenta il tradizionale abito della matrona romana, ma ha la tipica acconciatura di quest'epoca. Elementi già "bizantini" sono le calzature a sandalo di Stilicone, le grandi e preziose fibule dei mantelli,  la cintura con gemme e i gioielli indossati da Serena. Accanto compare il figlio Eucherio, in toga, che tiene in mano il dittico ricevuto per la nomina a notaio, avvenuta già nel 395.
Nell'opera traspare la volontà di sottolineare l'importanza del Console che desiderava apparire il difensore dell'impero, soldato al servizio di due imperatori (Onorio ed Arcadio), i cui ritratti sono visibili in rilievo sullo scudo che egli regge in mano.
Il gruppo familiare è incorniciato da una delicata struttura architettonica che isola i personaggi in uno spazio privilegiato, mentre la posa frontale e statica, li colloca fuori dal tempo, quasi come apparizioni sacre. Questo tipo di rappresentazione idealizzata e sacrale dei personaggi della corte,  rispecchia nella propaganda imperiale la sacralità del potere, voluto da Dio per la salvezza degli uomini.
La raffinatezza dell'intaglio, i volumi del corpo che si percepiscono chiaramente sotto le vesti e la naturalezza del ricadere delle pieghe dei panneggi sono elementi ripresi dall'arte più antica, ed appartengono alla cosiddetta "rinascenza teodosiana", un ritorno classicistico collegato alla restauratio dell'epoca d'oro dell'impero voluto da Teodosio.